# تیسن
تیسن (به آلمانی: Thießen) یک منطقهٔ مسکونی در آلمان است که در کسویگ (آنهالت) واقع شده‌است. تیسن ۶۷۶ نفر جمعیت دارد.